# Stella Deetjen
Pour les articles homonymes, voir Stella.
Stella Deetjen, née en 1970 à Friedrichsdorf (Taunus), est une coopérante allemande qui a fondé l'hôpital des lépreux de Bénarès (Inde).

## Biographie
À 22 ans, Stella Deetjen part pour l'Inde. Elle reconnaît avoir détourné les yeux dès qu'elle entrevoyait un lépreux. Un jour, alors qu'elle a une gastro-entérite, comme tout touriste, un lépreux s'occupe d'elle. Touchée par cette attention et sa douceur, elle lui demande comment il s'appelle. Étonné par sa question, il lui fait remarquer que personne ne lui a jamais demandé son identité depuis des années. Cette rencontre change le cours de sa vie. Elle apprend d'une femme médecin suisse que la lèpre peut être soignée. Ainsi décide-t-elle ne me pas terminer ses études de photographe à Rome, mais de fonder un hôpital pour lépreux avec 100 dollars en poche, donnés par cette médecin suisse.
Son projet n'a pas été vu d'un bon œil par tous ; son père lui reproche « de ne pas avoir éduqué sa fille pour faire ces choses là » ; même la population indienne, imprégnée du système de castes, n'y est pas favorable.
Entretemps, celle que l'on nomme « l'étoile de Varanasi » est considérée comme la fille spirituelle de Mère Teresa. Elle a également fondé un orphelinat pour les enfants des rues, qui étaient obligés de passer leurs nuits dans la décharge publique - où ils se faisaient violer.
L'organisation Back to Life e.V, sous la tutelle de son frère, collecte les fonds nécessaires à son travail.
Son travail a été couronné par le Women's World Award, catégorie World Hope Award, qu'elle reçut des mains Mikhaïl Gorbatchev à New York le 14 octobre 2006.